# Liliomfi (film, 1954)

Ruttkai Éva mint Erzsi és Soós Imre mint Gyuri a film egyik jelenetében

A Liliomfi Szigligeti Ede vígjátékából, Makk Károly rendezésében 1954-ben készített, 109 perces magyar film. 2012-ben bekerült a Magyar Művészeti Akadémia tagjai által kiválasztott legjobb 53 magyar film közé.
...a szabadság, a játékosság és az ifjúság nevében készült, a képmutatás ellenében. Nagy leleménye a biedermeier világ megteremtése, ahogyan a Kolozsvárott játszódó Szigligeti Ede-vígjátékot idillikus badacsonyi, balatonfüredi környezetbe helyezte.

## Történet
A 19. század elején vándorszínészek érkeznek Balatonfüredre, hogy előadják a Rómeó és Júlia című tragédiát. A társulat fiatal színésze, Liliomfi első látásra szerelmes lesz Mariskába, aki Camillával, a nevelőnőjével nézi meg az előadást. Liliomfi, az ünnepelt színész valójában Szilvay Tódor professzor unokaöccse. A professzor látogatást tesz Camillánál, mert magával akarja vinni Mariskát, aki pedig a gyámleánya, hogy férjhez adja az egyetlen örököséhez, Szilvay Gyulához.
Badacsonyban, Kányai uram vendégfogadójában nagy a sürgés-forgás, a rengeteg vendég finomabbnál finomabb ételeket fogyaszt. Gyuri pincér és Erzsi szerelmesek egymásba, Erzsi apja, a fogadós azonban nem nézi jó szemmel a kialakuló kapcsolatot. Ő az ifjabbik Schnapsot szemelte ki a lánya jövendőbeliéül. Az ide hajóval érkező Liliomfi és a („köztársaságként” működő) társulat vezéregyénisége, Szellemfi menti meg a szerelmespárt, jól lejáratva a kérőt, az itt még sosem látott bécsi fiatalembert. Közben Szilvay professzorék is ide érkeznek postakocsival. Liliomfi pincérnek öltözve (és alaposan átmaszkírozva) férkőzik a szerelmese közelébe.
Szellemfi levelet írat Liliomfival Camillának, hogy eltávolítsa őt a barátja és Mariska közeléből, a professzort meg a primadonnájuk, a Júliát játszó, kikapós Zengőbércziné közelébe csalják. Félreértések következtében Mariska hűtlennek hiszi a kedvesét, ezért nem megy el a találkozóra, Camilla kisasszony és Zengőbércziné pedig panasszal fordul Pejachevich grófhoz: szatír garázdálkodik a környéken. Szilvay Tódor eközben összefut az unokaöccsével, és a fogadó egyik szobájába zárja; a kulcsot rábízza Kányai Zsigmondra. Liliomfi (aki valójában Szilvay Gyula) azonban az ablakon keresztül megszökik, a fogadós reggel a takarító Gyurival fut össze a szobában. A gazdag filiszter unokaöccsének vélve az egri pincért, most már ő sürgeti a lánya házasságát vele.
A professzort elfogják a pandúrok, vasra verve viszik a fogadóshoz, hogy az igazolja a kilétét. Ám Kányai is kiderítette, hogy valami hiba van a kréta körül, mert Gyuri bevallotta: ő a nép egyszerű, árva gyermeke, nem rokona Szilvaynak.
Mariska csatlakozik a társulathoz, Liliomfival, Szellemfivel és többi színésszel szekereken továbbutaznak, míg Szilvay – kiszabadulván – hintón siet utánuk Camillával. A szerelmesek azonban a szabad életet, a vándorszínészetet választják a jövendő örökség és a jólét helyett.

## Szereplők
- Liliomfi – Darvas Iván
- Mariska – Krencsey Marianne[1]
- Szellemfi, jellemszínész – Pécsi Sándor
- Camilla kisasszony – Dajka Margit
- Kányai Zsigmond, fogadós – Tompa Sándor
- Szilvay Tódor professzor – Balázs Samu
- Erzsi, Kányai lánya – Ruttkai Éva
- Gyuri, pincér – Soós Imre
- Ifjú Schnaps – Garas Dezső
- Zengőbércziné – Szemere Vera
- Pejachevich gróf – Rajnai Gábor[2]
- Esküdt – Rózsahegyi Kálmán
- Muzsikus – Gyenge Árpád
- Pandúr – Rajz János
- Pártos Erzsi

## Díjak és jelölések
- Cannes-i fesztivál (1955) – Arany Pálma-jelölés: Makk Károly

## Érdekesség
A Poligamy című magyar filmben a Liliomfi több jelenete látható, illetve a filmzene fő motívuma is hallható.